# ショッキング5
『ショッキング5』（ショッキングファイブ）は、℃-uteの5枚目のアルバム。

## 概要
初回生産限定盤はDVD（「四月宣言」PV+メイキング映像）+CD、通常版はCDのみ。また、通常盤初回特典としてフォトカード（集合1種）が封入されている。
卒業生梅田えりかとのシングルも入っている。

## 収録曲
1. EVERYDAY 絶好調!!
（作詞・作曲：つんく 編曲：大久保薫） 
10th メジャーシングル
2. The Party!
（作詞・作曲：つんく 編曲：AKIRA）
3. 嗚呼 恋
（作詞・作曲：つんく 編曲：山崎淳 歌：鈴木愛理）
4. Bye Bye Bye!
（作詞・作曲：つんく 編曲：平田祥一郎）
8th メジャーシングル
5. Lonely girl's night
（作詞・作曲：つんく 編曲：板垣祐介 歌：矢島舞美）
6. 君の戦法
（作詞・作曲：つんく 編曲：山崎淳 歌：中島早貴・岡井千聖・萩原舞）
7. SHOCK!
（作詞・作曲：つんく 編曲：板垣祐介）
11th メジャーシングル
8. 四月宣言
（作詞・作曲：つんく 編曲：山崎淳）
9. 「残暑 お見舞い 申し上げます。」
（作詞：つんく、作曲：はたけ、編曲：板垣祐介、歌：鈴木愛理）
9th メジャーシングルカップリング
10. 夢があるから
（作詞・作曲：つんく 編曲：朝井泰生）
11. 暑中お見舞い申し上げます（H22 Remix）
（作詞：喜多條忠、作曲：佐瀬寿一、編曲：平田祥一郎）
9th メジャーシングル

DVD
1. 四月宣言PV
2. ジャケット&PV撮影メイキング
3. オフショットスライドショー